# Pringsheim (Familie)
Pringsheim ist der Name einer bekannten deutsch-jüdischen Familie aus Schlesien. Der Name wurde 1794 erstmals urkundlich erwähnt. Alle Pringsheims sind Nachfahren des Bernstädter Juden Mendel (Menachem) ben Chaim Pringsheim. Rudolf Pringsheim war ein Urenkel dieses ersten bekannten Pringsheims.

## Namensträger
Folgende Zweige der Familie traten besonders in Erscheinung:
- Nathanael Pringsheim (1823–1894), Botaniker
  - Margarethe Pringsheim (1855–1909);
 ⚭ Albert Ladenburg
- Rudolf (auch Rudolph) Pringsheim zu Rodenberg  (1821–1906), Eisenbahnunternehmer (Schmalspurbahnen), Kohlegrubenbesitzer;
 ⚭ Paula Deutschmann (1827–1909)
  - Alfred Pringsheim (1850–1941), Professor der Mathematik;
 ⚭ Hedwig Dohm (1855–1942)
    - Erik Pringsheim (1879–1908), Jurist
    - Peter Pringsheim (1881–1963), Physiker in Belgien und in den USA;
 ⚭ Emmeke Clément (?–1963)
      - Germaine van der Bogaert-Willaert (Tochter aus 1. Ehe von E. Clément)

    - Heinz Pringsheim (1882–1974), Archäologe, Musiker;
 1. ⚭ Olga Markowa Meerson, russische Malerin, 2.⚭ Mara Pringsheim, geb. Duvé, Sängerin
      - (aus 1.) Tamara Pringsheim (1913–?);
 ⚭ Teck Estermann, in London
        - 6 Kinder

      - (aus 2.) Horst Reddy-Pringsheim (aus 1. gesch. Ehe mit M Duvé), Opernregisseur in München

    - Katharina „Katia“ Pringsheim (1883–1980);
 ⚭ Thomas Mann (1875–1955), Schriftsteller, Literatur-Nobelpreisträger
      - 6 Kinder

    - Klaus Pringsheim senior (1883–1972), Dirigent, Komponist;
 ⚭ Klara (Lala) Koszler (auch: Koslerova)
      - Emilie Pringsheim (1912–1976), Schauspielerin;
 ⚭ Hans E. Reuter (1904–1991), München
      - 3 Kinder
      - Hans Erik Pringsheim (1915–1995), Journalist und Musikkritiker[1];
 ⚭ (1.) Yuki Inagaki;
 ⚭ (2.) Reiko, in Tokio
        - (aus 1.) Yurika Pringsheim (1944), in Tokio;
 ⚭ Michael Roell (Pringsheim), Musiker in Passau
          - 4 Kinder

        - (aus 1.) Monika Pringsheim (1951), in Tokio;
 ⚭ Gerhard Griemann
          - 1 Kind

        - (aus 2.) Erika Pringsheim
        - (aus 2.) Marika Pringsheim
        - (aus 2.) Milka Pringsheim
        - (aus 2.) Lala Pringsheim

      - Klaus Pringsheim junior (1923–2001), Ostasien-Historiker in den USA, Kanada; ⚭ Hsiu Ping
        - Erika Pringsheim (1965)
        - Tanya Pringsheim (1968)
        - Tamara Pringsheim (1971)

  - Martha Pringsheim (1851–1921);
 ⚭ Paul von Röhrscheid (1847–1916), Gut Garzau, Schlesien
    - Hans von Rohrscheidt (1880–1963)
    - Horst von Rohrscheidt (1882–1945), verschollen
    - Gunter von Rohrscheidt (1883–1929)
    - Paul Dietrich von Rohrscheidt (1885–1965);
 ⚭ Loni Engelcke (1894–1976)
      - Wolf-Dietrich von Rohrscheidt (1916–1951), Stadtrat in Halle;
 ⚭ Ilse Klessen (1922–1951), im Zuchthaus Bautzen
        - Gabriele von Rohrscheidt (1946);
 ⚭ Siegfried von Rohrscheidt (1938), wurde von Loni v.R. adoptiert, um Familiennamen zu erhalten
          - 3 Kinder

      - Klaus-Gunter von Rohrscheidt (1917–1941), gefallen

    - Jürgen von Rohrscheidt (1892–1914), gefallen
- Hugo II. Pringsheim (1845–1915), Eisenbahnunternehmer (Vollspurbahnen),  Bankier, Rittergutsbesitzer bei Oppeln, Gesellschaft der Freunde;
 ⚭ Sophie Wodianer;
 ⚭ Hedwig Johanna Heymann (1856–1938)[2]
  - Paula Pringsheim (* 26. April 1869);[3]
 ⚭ (seit 1890) Heinrich von Achenbach (Landrat) (1863–1933)
  - Hans Pringsheim (1876–1940), Professor für Chemie in Berlin
  - Ernst Georg Pringsheim (1881–1970), Naturwissenschaftler, Botaniker;
 ⚭ Lily Pringsheim, geborene Chun (1887–1954), Politikerin und hessische Landtagsabgeordnete;
 ⚭ (seit 1929) Olga Zimmermann (1902–1992)
  - Fritz (Robert) Pringsheim  (1882–1967), Professor für römisches und bürgerliches Recht in Göttingen und bis 1935 Freiburg/Br., 1939 KZ Sachsenhausen; Emigration[4]
  - Helene Pringsheim (* 3. April 1891), verheiratete Feiler, lebte in Frankfurt am Main und London
  - Paul Pringsheim (1893–1915), als Kriegsfreiwilliger gefallen in Frankreich
- Ernst Pringsheim senior (1859–1917), Physiker
- Louis Pringsheim (1832–1900),  Kaufmann, beigesetzt auf dem Jüdischen Friedhof Berlin-Weißensee
- Harry Moritz (seit 1912 von) Pringsheim (1870–1927),         Rentier, beigesetzt auf dem Alten St. Matthäus-Kirchhof Berlin-Schöneberg